# Евсугская волость
Евсу́гская во́лость — историческая административно-территориальная единица Старобельского уезда Харьковской губернии с центром в слободе Евсуг.
По состоянию на 1885 год состояла из 3 поселений, 3 сельских общин. Население — 6030 человек (2992 мужского пола и 3038 — женского), 881 дворовое хозяйство.
|                        | Площадь, десятин | В том числе пахотной, дес. |
| ---------------------- | ---------------- | -------------------------- |
| Сельских общин         | 20575            | 9402                       |
| Частной собственности  | —                | -                          |
| Казенной собственности | 10000            | -                          |
| Другой собственности   | 232              | 18                         |
| В целом                | 30807            | 9420                       |

Основные поселения волости по состоянию на 1885 год:
- Евсуг — бывшая государственная слобода при реке Евсуг в 30 верстах от уездного города, 3977 человек, 628 дворовых хозяйств, православная церковь, школа, почтовая станция, 2 постоялых двора, 5 лавочек, ежегодная ярмарка (1 марта). За 7 верст — православная церковь, часовня, школа, базары, консервный завод.
- Шпотино — бывшее государственное село, 969 человек, 193 дворовых хозяйства, православная церковь, школа.

Крупнейшие поселения волости по состоянию на 1914 год:
- слобода Евсуг — 7811 жителей;
- слобода Шпотино — 1820 жителей.

Старшиной волости был Захар Андреевич Лымарь, волостным писарем — Павел Андреевич Грибенник, председателем волостного суда — Никифор Павлович Корсун.